# Kauniainen vasútállomás
Kauniainen vasútállomás Finnországban, Kauniainen településen található.

## Vasútvonalak
Az állomást az alábbi vasútvonalak érintik:
- Helsinki–Turku-vasútvonal

## Kapcsolódó állomások
A vasútállomáshoz az alábbi állomások vannak a legközelebb:
- Kera vasútállomás (Helsinki Central, X Helsinki - Siuntio, U Helsinki - Kirkkonummi, L Helsinki - Kirkkonummi, E Helsinki - Kauklahti)
- Koivuhovi vasútállomás (Siuntio vasútállomás, X Helsinki - Siuntio)
- Koivuhovi vasútállomás (Kirkkonummi vasútállomás, U Helsinki - Kirkkonummi, L Helsinki - Kirkkonummi)
- Koivuhovi vasútállomás (Kauklahti vasútállomás, E Helsinki - Kauklahti)